# Station Serskamp
Station Serskamp is een spoorweghalte in Serskamp, een deelgemeente van Wichelen aan de Belgische spoorlijn 50 (Brussel - Gent).
Hoewel de stopplaats is vernoemd naar Serskamp bevindt het zich veel dichter bij Wanzele. De reden waarom de stopplaats 'Serskamp' heet en niet 'Wanzele' heeft te maken met het grillige verloop van de gemeentegrenzen; de stopplaats bevindt zich nog net op Serskamps grondgebied (sinds 1977 behoort Serskamp tot de gemeente Wichelen).
Serskamp is nooit meer geweest dan een stopplaats. Het heeft bijgevolg nooit een stationsgebouw gehad. De afkorting voor de stopplaats bij Infrabel is NSK.
De stopplaats beschikt over twee (deels) verharde perrons. Op beide perrons zijn enkele wachthuisjes van het nieuwe type geplaatst, weliswaar in een andere kleurencombinatie dan tegenwoordig gebruikelijk. De schuilhokjes dateren immers uit 1992 (Serskamp was een van de eerste spoorweghaltes die met dit type uitgerust werd).
De perrons zijn in vergelijking met de andere stopplaatsen op de lijn vrij kort. Dit is merkbaar wanneer een lange MS96 het station aandoet. Bepaalde delen van deze trein komen dan voorbij het perroneinde. Vooral het perron richting Gent heeft hier last van. Het perron naar Aalst is iets langer waardoor het probleem daar minder speelt. Vanaf 2019 zullen de perrons verlengd worden en worden ze terzelfder tijd ook opgehoogd naar de nieuwe standaard van 76 centimeter. Dit zal het in- en uitstappen makkelijker maken.
Het station heeft vier fietsenrekken. Daar staat tegenover dat er geen parking te vinden is. Auto's zijn verplicht langs de straat te parkeren. Stopplaats Serskamp heeft voornamelijk om deze reden in Het Grote Treinrapport van de krant Het Nieuwsblad een score van 1,3 op 10 gekregen.

## Galerij

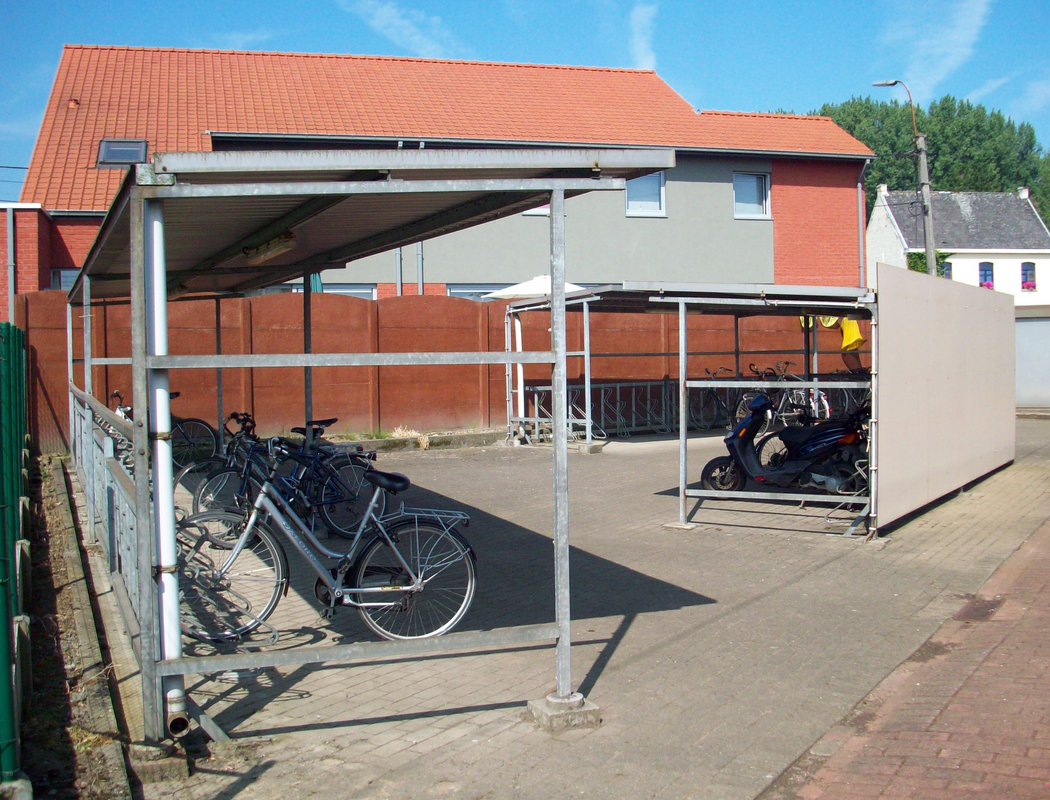
Fietsenstalling
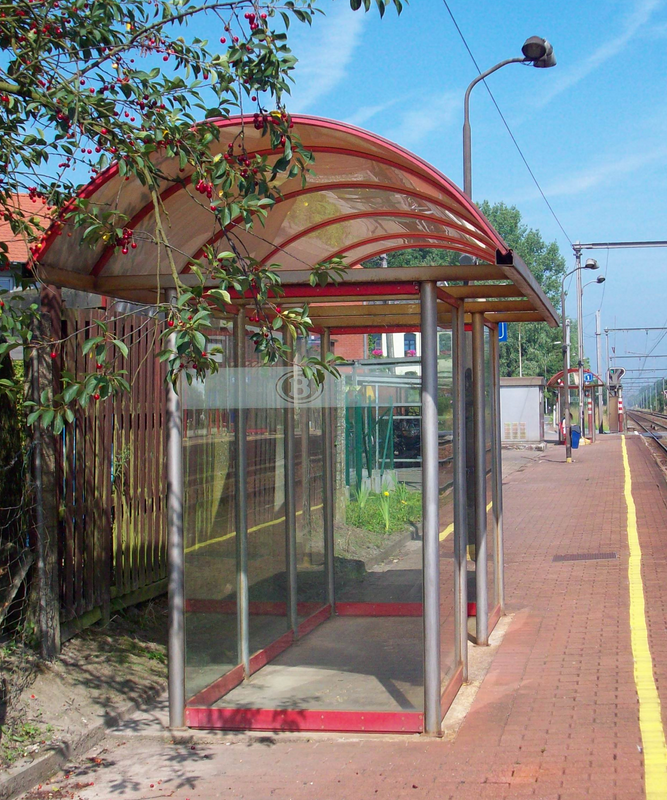
Wachthokje nieuwe type
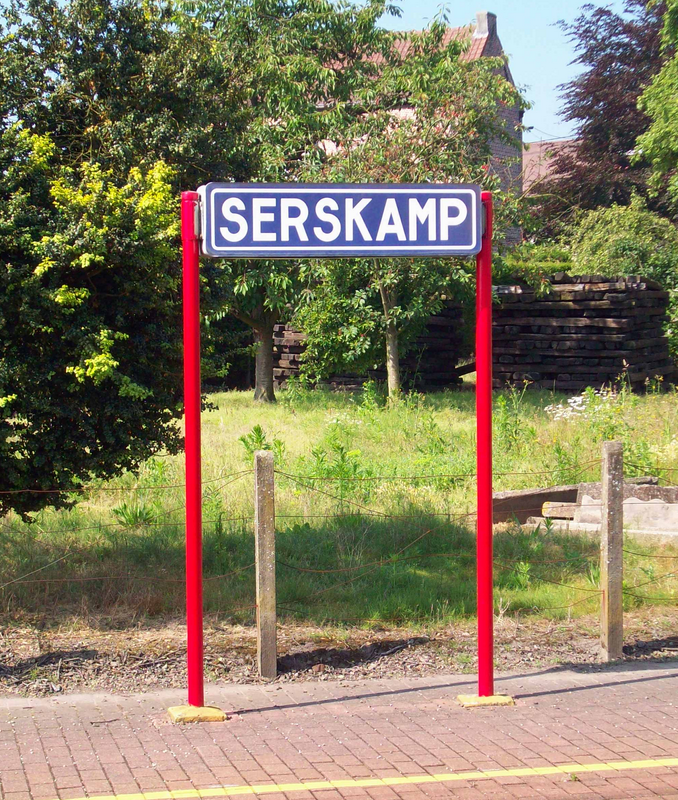
Naambord station Serskamp

## Treindienst
| Serie       | Treinsoort          | Route | Bijzonderheden                                           |
| ----------- | ------------------- | --- | -------------------------------------------------------- |
| IC 29       | Intercity (NMBS)    | [ De Panne – ] Gent-Sint-Pieters – Serskamp – Aalst – Brussel-Zuid – Brussels Airport-Zaventem – Leuven – Landen | Rijdt in het weekend De Panne - Brussel-Noord.           |
| P 7010/8010 | Piekuurtrein (NMBS) | [ Gent-Sint-Pieters – ] / [ Sint-Niklaas – Gent-Dampoort – ] Serskamp – Brussel-Zuid – Schaarbeek                | Rijdt alleen op werkdagen. Een trein vanaf Sint-Niklaas. |
| P 7970/8970 | Piekuurtrein (NMBS) | Geraardsbergen – Denderleeuw – Serskamp – Gent-Sint-Pieters                                                      | Rijdt alleen op werkdagen.                               |

## Reizigerstellingen
De grafiek en tabel geven het gemiddeld aantal instappende reizigers weer op een week-, zater- en zondag.
| Tabel: aantal instappende reizigers station Serskamp | Tabel: aantal instappende reizigers station Serskamp | Tabel: aantal instappende reizigers station Serskamp | Tabel: aantal instappende reizigers station Serskamp |
|                                                      | Weekdag                                              | Zaterdag                                             | Zondag                                               |
| ---------------------------------------------------- | ---------------------------------------------------- | ---------------------------------------------------- | ---------------------------------------------------- |
| 1977                                                 | 509                                                  | 92                                                   | 82                                                   |
| 1978                                                 | 575                                                  | 99                                                   | 77                                                   |
| 1979                                                 | 514                                                  | 254                                                  | 48                                                   |
| 1980                                                 | 503                                                  | 129                                                  | 76                                                   |
| 1981                                                 | 578                                                  | 117                                                  | 69                                                   |
| 1982                                                 | 500                                                  | 98                                                   | 38                                                   |
| 1983                                                 | 544                                                  | 81                                                   | 48                                                   |
| 1984                                                 | 410                                                  | 69                                                   | 53                                                   |
| 1985                                                 | 392                                                  | 60                                                   | 39                                                   |
| 1986                                                 | 399                                                  | 62                                                   | 51                                                   |
| 1987                                                 | 343                                                  | 67                                                   | 60                                                   |
| 1988                                                 | 363                                                  | 59                                                   | 46                                                   |
| 1989                                                 | 323                                                  | 80                                                   | 56                                                   |
| 1990                                                 | 348                                                  | 79                                                   | 61                                                   |
| 1991                                                 | 357                                                  | 79                                                   | 68                                                   |
| 1992                                                 | 275                                                  | 68                                                   | 64                                                   |
| 1993                                                 | 283                                                  | 64                                                   | 67                                                   |
| 1994                                                 | 213                                                  | 54                                                   | 66                                                   |
| 1995                                                 | 191                                                  | 37                                                   | 27                                                   |
| 1996                                                 | 184                                                  | 54                                                   | 52                                                   |
| 1997                                                 | 199                                                  | 44                                                   | 47                                                   |
| 1998                                                 | 167                                                  | 48                                                   | 22                                                   |
| 1999                                                 | 154                                                  | 66                                                   | 28                                                   |
| 2000                                                 | 189                                                  | 37                                                   | 18                                                   |
| 2001                                                 | 147                                                  | 42                                                   | 28                                                   |
| 2002                                                 | 160                                                  | 41                                                   | 25                                                   |
| 2003                                                 | 166                                                  | 43                                                   | 28                                                   |
| 2004                                                 | 158                                                  | 42                                                   | 31                                                   |
| 2005                                                 | 165                                                  | 56                                                   | 57                                                   |
| 2006                                                 | 178                                                  | 48                                                   | 43                                                   |
| 2007                                                 | 192                                                  | 36                                                   | 40                                                   |
| 2008                                                 | -                                                    | -                                                    | -                                                    |
| 2009                                                 | 131                                                  | 28                                                   | 53                                                   |
| 2010                                                 | -                                                    | -                                                    | -                                                    |
| 2011                                                 | -                                                    | -                                                    | -                                                    |
| 2012                                                 | 114                                                  | 41                                                   | 36                                                   |
| 2013                                                 | 101                                                  | 24                                                   | 21                                                   |
| 2014                                                 | 112                                                  | 29                                                   | 45                                                   |
| 2015                                                 | 133                                                  | 63                                                   | 33                                                   |
| 2016                                                 | 107                                                  | 69                                                   | 23                                                   |
| 2017                                                 | 133                                                  | 31                                                   | 29                                                   |
| 2018                                                 | 197                                                  | 50                                                   | 45                                                   |
| 2019                                                 | 205                                                  | 53                                                   | 52                                                   |
| 2020                                                 | 108                                                  | 31                                                   | 23                                                   |
| 2021                                                 | -                                                    | -                                                    | -                                                    |
| 2022                                                 | 133                                                  | 59                                                   | 75                                                   |
| 2023                                                 | 242                                                  | 91                                                   | 76                                                   |
| 2024                                                 | 184                                                  | 42                                                   | 31                                                   |

0,0: Brussel-Noord ·
1,0: Koninklijk Station ·
2,4: Laken ·
3,2: Bockstael ·
4,1: Jette ·
7,6: Sint-Agatha-Berchem ·
8,9: Groot-Bijgaarden ·
11,0: Dilbeek ·
13,7: Sint-Martens-Bodegem ·
15,6: Ternat-Brusselsesteenweg ·
16,7: Ternat ·
20,3: Essene-Lombeek ·
21,9: Liedekerke ·
23,8: Denderleeuw ·
26,7: Erembodegem ·
29,7: Aalst ·
34,5: Lede ·
37,0: Serskamp ·
40,3: Schellebelle ·
43,1: Wetteren ·
46,9: Kwatrecht ·
49,5: Melle ·
52,6: Merelbeke ·
Ledeberg ·
55,6: Gent-Sint-Pieters